# Eudes IV de Borgonya

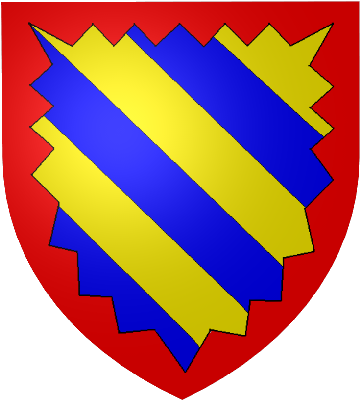
Escut d'armes d'Eudes IV de Borgonya, utilitzant les armes del seu oncle Eudes de Nevers

Eudes IV de Borgonya-ducat i Eudes I de Borgonya-comtat (1295 - Sens 1350), duc de Borgonya (1315-1349) pel seu propi dret i comte de Borgonya i Artois (1330-1347) per dret de la seva esposa.

## Orígens familiars
Fill del duc Robert II de Borgonya i Agnès de França. Per línia paterna era net d'Hug IV de Borgonya i Violant de Dreux, i per línia materna de Lluís IX de França i Margarida de Provença. Fou germà del també duc Hug V de Borgonya, al qual succeí.

## Núpcies i descendents
Es casà el 18 de juny de 1318 a Nogent-sur-Seine amb la comtessa Joana III de Borgonya, filla del rei Felip V de França i la seva esposa Joana II de Borgonya. D'aquesta unió nasqueren:
- un fill mort (1322)
- l'infant Felip de Borgonya (1323-1346), pare del duc Felip I de Borgonya
- l'infant Joan de Borgonya (1325-1328)
- un fill mort (1327)
- un fill mort (1330)
- un fill mort (1335)

## Ducat de Borgonya
La mort del seu germà gran el 1315 el convertí en hereu del Ducat de Borgonya.
A la mort del rei Lluís X de França i del seu successor, Joan I de França, donà suport a les reclamacions de la filla del rei, Joana de França, i neboda del mateix Eudes IV, al tron francès. Posteriorment retirà el suport a la seva neboda per poder-se casar amb la filla del rei francès.
El juliol de 1346 va posar Jean de Vienne i Enguerrand de Beaulo al comandament de Calais, fins que el 14 d'agost va arribar Jean de Fosseux per prendre el comandament de la ciutadella, que finalment va caure en mans angleses el 3 d'agost de 1347.
Eudes IV de Borgonya va morir a Sens el 3 d'abril de 1350, sent enterrat a Citeaux. Per la prematura mort del seu fill, Felip de Borgonya, fou succeït pel seu net Felip I de Borgonya.
| Eudes IV de Borgonya Dinastia Capet de Borgonya(Branca menor de: Dinastia Capet)Naixement: 29 de novembre 1295 Mort: 1350 | |                                                                            |
| Títols | |                                                                            |
| Precedit per: Hug IV de Borgonya                                                                                          | Duc de Borgonya (Llista de ducs de Borgonya) (1315-1349) | Succeït per: Felip I de Borgonya                                           |
| Precedit per: Felip V de França                                                                                           | Comte de Borgonya i Artois (Llista de comtes de Borgonya Llista de comtes de d'Artois) (1330-1347) | Succeït per: Felip I de Borgonya                                           |
| Precedit per: Matilda d'Hainaut i Lluís de Borgonya (oncle)                                                               | Príncep d'Acaia (Llista de prínceps d'Acaia) (1316-1320) | Succeït per: Lluís I de Borbó (El 1320 va comprar els drets del Principat) |
| Títols com a pretendent                                                                                                   | |                                                                            |
| Precedit per: Lluís de Borgonya (germà)                                                                                   | — En disputa per: — Regne de Tessalònica (Llista de reis de Tessalònica) (1316-1320) — Raó de la disputa: — El 1222 el Regne havia estat conquerit per Teodor I Àngel-Comnè Ducas, Dèspota de l'Epir. | Succeït per: Lluís I de Borbó (El 1320 va comprar els drets del Regne)     |